# Intercell
Die Intercell AG war ein österreichisches Biotechnologieunternehmen mit Sitz in Wien, das auf die Entwicklung von prophylaktischen und therapeutischen Impfstoffen gegen Infektionskrankheiten spezialisiert war. Intercell kooperierte mit den Pharmaunternehmen Novartis, MSD  oder Sanofi-Aventis. Am 28. Mai 2013 vereinigte sich das Unternehmen mit der französischen Vivalis SA zu einer Firma mit dem Unternehmensnamen Valneva SE.

## Geschichte
Das Unternehmen wurde 1997 als Ableger des Forschungsinstituts für Molekulare Pathologie am Campus Vienna Biocenter in Wien gegründet.
Bis 2004 erfolgte die Finanzierung über Risikokapital, seit dem 28. Februar 2005 notiert Intercell an der Wiener Börse. Im Juni 2006 erfolgte eine Kapitalerhöhung, womit das Unternehmen bis zu der für 2008 geplanten Erreichung der Gewinnschwelle ausfinanziert ist. 
Anfang Dezember 2008 wurde ein Vertrag zwischen Intercell USA und dem Gesundheitsministerium der Vereinigten Staaten entsprechend geändert, um Intercell weitere Zahlungen zur Entwicklung des immunstimulierenden Pflasters gegen pandemische Grippe zukommen zu lassen. Im Mai 2009 wurde die entsprechende Phase-II-Studie in den USA gestartet.
Mitte Dezember 2008 erhielt Intercell zunächst vom Australian Drug Evaluation Committee und kurz danach auch vom Ausschuss für Humanarzneimittel der Europäischen Arzneimittelagentur positive Stellungnahmen zur Zulassung des Impfstoffes gegen die Japanische Enzephalitis (Handelsname: Ixiaro), was zu einer weiteren Meilensteinzahlung des Großaktionärs und Kooperationspartners Novartis führte. Seit April 2009 ist das Medikament in den USA und Europa zugelassen. Ende März 2009 schloss Intercell einen mehrjährigen Exklusivvertrag mit dem US-Verteidigungsministerium über den Ankauf von Ixiaro ab.
Am 5. April 2010 kaufte das Unternehmen von der Cytos Biotechnology Ltd. eine Technologieplattform zur Identifizierung von monoklonalen Antikörpern für 15 Millionen Euro. Die Technologie basiert auf der Expressionsklonierung monoklonaler Antikörper aus humanen B-Zellen und ermöglicht die Identifizierung anti-infektiöser Antikörper zur Vorbeugung und Behandlung von Infektionskrankheiten.
Im Mai 2013 fusionierte Intercell mit dem französischen Unternehmen Vivalis SA. Das neue Unternehmen heißt Valneva SE. Die Intercellaktionäre erhielten für 40 Altaktien 13 Stamm- und 13 Vorzugsaktien von Valneva.

## Auszeichnungen
Im Dezember 2008 ernannte das Weltwirtschaftsforum Intercell als erstes österreichisches Unternehmen zum Technology Pioneer 2009. Ebenfalls im Dezember 2008 erhielt Intercell in London den Scrip Award als Biotechnologieunternehmen des Jahres.

## Produkte
- Ixiaro: gegen die Japanische Enzephalitis, ist der bislang einzige auf dem Markt erhältliche Impfstoff des Unternehmens.

## Projekte
Laufende Projekte von Intercell, die sich zumindest in der Studienphase II befinden, sind:
- ein Impfstoffkandidat gegen Pseudomonas: Intercell und Partner Novartis bereiten den Start einer Phase II/III-Studie für Anfang 2012 vor.
- ein therapeutischer Impfstoff gegen Hepatitis C
- ein prophylaktischer, rekombinanter Subunit-Impfstoff gegen das Bakterium Streptococcus pneumoniae, der aus drei hoch konservierten Proteinen besteht, und für den am  11. Februar 2010 erste positive Ergebnisse einer Phase-I-Studie veröffentlicht wurden.
- ein Impfstoff gegen Tuberkulose, gemeinsam mit dem dänischen Statens Serum Institut (SSI) und Sanofi Pasteur entwickelt.
- ein  Impfpflaster gegen die Pandemische Influenza

Zur Entwicklung dieser und weiterer geplanter Impfstoffe verwendet Intercell ein eigenes Antigen-Identifikationsprogramm und eigene Adjuvans-Technologien.
Bekannte abgebrochene Projekte sind:
- Impfstoffkandidat gegen Staphylococcus aureus: MSD & Intercell haben im Juni die Einstellung der klinischen Phase II/III Studie des Impfstoffkandidaten zur Vorbeugung gegen Staphylococcus aureus, bekannt gegeben. Nach einer detaillierten Analyse der Daten aus der klinischen Phase II/III-Studie, empfahl das unabhängige Data Monitoring Committee einstimmig die Einstellung der Studie.
- ein  Impfpflaster gegen Reisedurchfall. Die Ergebnisse der Phase-II-Studie wurden 2008 im The Lancet veröffentlicht[8], der für Sommer 2009 geplante Beginn der Phase-III-Studie wurde durch die Influenza-Pandemie 2009 (der sog. „Schweinegrippe“) in Mexiko verhindert. Im Dezember 2010 kündigte das Unternehmen an, das Projekt aufgrund nicht erfüllter Wirksamkeitsstudien nicht weiter zu verfolgen.[9] Der Misserfolg kostete das Unternehmen bis zu 183 Mio. Euro.[10]